# Stanhope (Australie)
Stanhope (520 habitants) est un hameau de l'État de Victoria, en Australie à 228 km au nord de Melbourne.
Son économie repose sur la production de fruits.